# Aspilota wilhelmensis
Aspilota wilhelmensis är en stekelart som beskrevs av Fischer 1978. Aspilota wilhelmensis ingår i släktet Aspilota och familjen bracksteklar. Inga underarter finns listade.